# (37868) 1998 FH18
1998 FH18 (asteroide 37868) é um asteroide da cintura principal. Possui uma excentricidade de 0.11733230 e uma inclinação de 1.89459º.
Este asteroide foi descoberto no dia 20 de março de 1998 por LINEAR em Socorro.